# هاري يورغنسن
هاري يورغنسن (بالدنماركية: Harry Jørgensen)‏ هو مجدف دنماركي، ولد في 7 ديسمبر 1945 في هادرسلف ‏ في الدنمارك.

## وصلات خارجية
- هاري يورغنسن على موقع الاتحاد الدولي للتجديف (الإنجليزية)
- هاري يورغنسن على موقع اللجنة الأولمبية الدولية (الإنجليزية)
- هاري يورغنسن على موقع أوليمبيديا (الإنجليزية)